# (23988) Maungakiekie
(23988) Maungakiekie (1999 RB) – planetoida z pasa głównego asteroid okrążająca Słońce w ciągu 4,83 lat w średniej odległości 2,86 j.a. Odkryta 2 września 1999 roku.